# Supetar (Schiff)
Die Supetar ist ein RoPax-Fährschiff der kroatischen Reederei Jadrolinija.

## Geschichte
Die Supetar entstand unter der Baunummer 599 bei Brodogradilište Specijalnih Objekata in Split und wurde 2004 vom Stapel gelassen und in Dienst gestellt. Sie wurde zuerst auf der Strecke von Split nach Supetar eingesetzt. Ab 2008 war sie auf der Verbindung Prizna nach Žigljen im Einsatz. Seit 2010 bedient sie die Strecke von Zadar nach Brbinj auf die Insel Dugi Otok.